# Inkayacu paracasensis
Inkayacu paracasensis är en utdöd fågel i familjen pingviner inom ordningen pingvinfåglar. Den beskrevs 2010 utifrån fossila lämningar från tidig eocen funna i Peru.